# Горнувек (Куявсько-Поморське воєводство)
Горнувек (пол. Hornówek) — село в Польщі, у гміні Кікул Ліпновського повіту Куявсько-Поморського воєводства.
Населення — 192 особи (2011).
У 1975-1998 роках село належало до Влоцлавського воєводства.

## Демографія
Демографічна структура станом на 31 березня 2011 року:
|          | Загалом | Допрацездатний вік | Працездатний вік | Постпрацездатний вік |
| -------- | ------- | ------------------ | ---------------- | -------------------- |
| Чоловіки | 97      | 29                 | 59               | 9                    |
| Жінки    | 95      | 17                 | 57               | 21                   |
| Разом    | 192     | 46                 | 116              | 30                   |